# Omoljica
Omoljica (cyr. Омољица) – wieś w Serbii, w Wojwodinie, w okręgu południowobanackim, w mieście Pančevo. Leży w regionie Banat. W 2011 roku liczyła 6309 mieszkańców.